# 隈府町
隈府町（わいふまち）は、熊本県の北部、菊池郡にあった町。

## 歴史
- 1889年4月1日 - 町村制施行。隈府町、玉祥寺村、袈裟尾村、亘村、片角村が合併して菊池郡隈府町が成立。
- 1956年9月1日 - 河原村、水源村、龍門村、迫間村、菊池村、花房村、戸崎村と合併して菊池町となり消滅。

## 学校
- 隈府町立隈府小学校
- 隈府町立隈府中学校